# Porto Inglês
Porto Inglês (también llamada Vila do Maio) es una ciudad caboverdiana del municipio de Maio.

## Geografía
La ciudad está situada en la isla de Maio.

## Organización territorial
La ciudad abarca los lugares y barrios de:
- Alcatraz
- Calhetinha
- Casa Carvalho
- Centro Formação
- Club Ondas do Mar
- Fontona
- Montinho de Lume
- Nossa Senhora dos Caminhos
- Ponta Preta
- Salinas
- Somada
- Zona Central
- Zona Correio
- Zona Empa
- Zona Farol
- Zona Shell

## Demografía
Gráfica demográfica de la ciudad de Porto Inglês:
| Gráfica de evolución demográfica de Porto Inglês entre 1990 y 2021 |
|                                                                    |